# Robert Ilatov

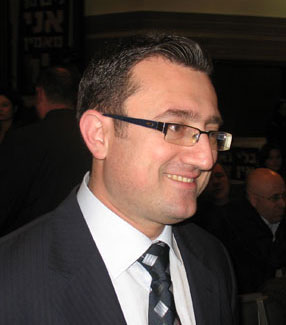
Robert Ilatov (2009)

Robert Ilatov (auch Robert Ilatow; hebräisch רוברט אילטוב; * 12. November 1971 in Andijon, Usbekische SSR, Sowjetunion) ist ein israelischer Politiker, der derzeit Abgeordneter der Knesset für die nationalistische Partei Jisra’el Beitenu ist.

## Leben
Ilatov ist Kind bucharischer Juden und vollzog die Alija nach Israel am 10. April 1985. Zwischen 2000 und 2006 arbeitete er im Bereich Public Relations für das Laniado Hospital in Netanja.
Bei den Parlamentswahlen 2006 war er für Jisra’el Beitenu auf Listenplatz sechs gesetzt und zog in die Knesset, nachdem seine Partei elf Sitze erhielt. Während seiner ersten Amtszeit fungierte er als Vorsitzender der Beitenu-Fraktion. Nach den Parlamentswahlen 2009, bei denen er auf Platz elf gelistet war, konnte er seinen Sitz behalten. Er legte mit anderen Abgeordneten einen 16 Punkte umfassenden Gesetzentwurf vor, der eine Basis für das 2018 verabschiedete Nationalstaatsgesetz bildete.
2022 organisierte er das Jerusalem Prayer Breakfast, bei dem in der Knesset israelische rechts-konservative Abgeordnete zusammen mit amerikanischen Evangelikalen für eine "gott-geleitete Führung" im Stil der Kreuzzüge von Billy Graham beteten.
Ilatov lebt zurzeit in Netanja, wo er früher stellvertretender Bürgermeister war, ist verheiratet und hat drei Kinder.!